# Sonic the Hedgehog (film fra 2020)
Sonic the Hedgehog  part 1 er en amerikansk action-komediefilm fra 2020, baseret på Segas mest berømte spillefigur og maskot, Sonic the Hedgehog.
Oprindeligt var det meningen at filmen skulle have haft premiere i november 2019, men pga. utilfredse fans, der var vrede efter den første trailer til filmen, blev datoen udsat til februar 2020.

## Medvirkende
- Ben Schwartz som Sonic the Hedgehog, et pindsvin fra en anden planet, der bliver nødt til at bo på jorden, resten af sit liv.
- Jim Carrey som Dr. Ivo Eggman (Robotnik), en gal videnskabsmand, der vil prøve at fange Sonic.
- James Marsden som Tom Wachowski, en landbetjent, der er sherif i en lille landsby i Montana.
- Tika Sumpter som Maddie Wachowski, Toms kone.
- Neal McDonough som Major Bennington, en militærleder, der får til opgave at fange Sonic.
- Lee Majdoub som Agent Stone, en assistent, der arbejder for Dr. Robotnik.
- Adam Pally som Wade Whipple, politiassistent og Toms kollega.
- Frank C. Turner som Carl, indbygger i landsbyen Green Hills.
- Natasha Rothwell som Rachel, Maddies søster.
- Colleen Villard, som Tails, en ræv fra en anden planet, som i slutningen af filmen leder efter Sonic.

## Kritik af Sonics design
I starten af maj 2019 efter at traileren til filmen var blevet lagt ud på YouTube, var mange Sonicfans utilfredse, fordi de syntes at Sonic så forkert ud i designet. Flere af dem lavede endda versioner af traileren, hvor de havde puttet den rigtige Sonic ind i. Den 2. maj 2019 annoncerede filmens instruktør Jeff Fowler på Twitter, at Sonic ville blive redesignet som svar på tilbageslag fra publikum. Filmens udgivelsesdato for november forblev oprindeligt uændret, hvilket medførte bekymring for, at en designoverhaling af hovedpersonen ville medføre, at de visuelle effekter blev overanstrengt, men den 24. maj 2019 meddelte Fowler på Twitter, at filmen blev udsat til den 14. februar, 2020.
I november 2019, udgav Paramount Pictures en ny version af traileren, hvor Sonic var blevet redigeret til at ligne originalen mere og med det samme fik den mange likes. Sonic filmen var reddet.